# イーピアナッサ
イーピアナッサ（古希: Ἰφιάνασσα, Īphianassa）は、ギリシア神話の女性である。長母音を省略してイピアナッサとも表記される。主に、
- エンデュミオーンの妻
- プロイトスの娘
- アガメムノーンの娘

が知られている。以下に説明する。

## エンデュミオーンの妻
このイーピアナッサは、一説によるとエーリスの王エンデュミオーンの妻で、アイトーロスの母である。

## プロイトスの娘
このイーピアナッサは、ティーリュンスの王プロイトスとステネボイアの娘で、イーピノエー、リューシッペーと姉妹であり、弟にメガペンテースがいる。この姉妹たちは神に対して不敬であったので、気が狂い、予言者メラムプースに癒された。その後、メラムプースの妻となり、アバース、マンティオス、アンティパテースを生んだ。

## アガメムノーンの娘
このイーピアナッサは、『イーリアス』によるとミュケーナイの王アガメムノーンとクリュタイムネーストラーの娘で、クリューソテミス、ラーオディケー、オレステースと兄弟である。この女性は後のイーピゲネイアにあたる、あるいは後にイーピゲネイアの伝承が現れて混同されたと考えられている。